# 熊野神社 (国分寺市)
熊野神社（くまのじんじゃ）は、東京都国分寺市西恋ヶ窪にある神社である。旧社格は村社。9月9日の例大祭には神輿の火渡りが執り行われる。
創建年代は明らかではなく、最も古い年代の社伝は元弘・建武年間の頃（14世紀前半）、新田義貞と鎌倉幕府との兵火によって社殿を焼失したというものである。文明18年（1486年）5月、道興准后が奉納したと伝わる歌額を奉納したと伝えられており、伝えられる歌を刻銘した歌碑が、明治7年（1874年）境内に建立された。

## 祭神
- 伊弉諾大神
- 伊弉冊大神
- 家津御子大神

## 所在地
国分寺市西恋ヶ窪1-27-17

## 祭事
- 1月 1日 - 歳旦祭[3]
- 1月中旬 - どんど焼き
- 2月節分 - 節分祭
- 2月17日 - 祈年祭
- 5月27日 - 境内古峰神社例祭
- 6月30日 - 夏越大祓
- 9月 8日 - 境内八雲神社例祭
- 9月 9日 - 例祭
- 11月23日 - 新嘗祭
- 11月24日 - 境内八幡神社例祭
- 12月28日 - 師走大祓、おかまじめ